# Andreas Reibenspies
Andreas Reibenspies (* 1960 in Karlsruhe) ist ein deutscher klassischer Sänger (Stimmlage Bariton) und Hochschullehrer.

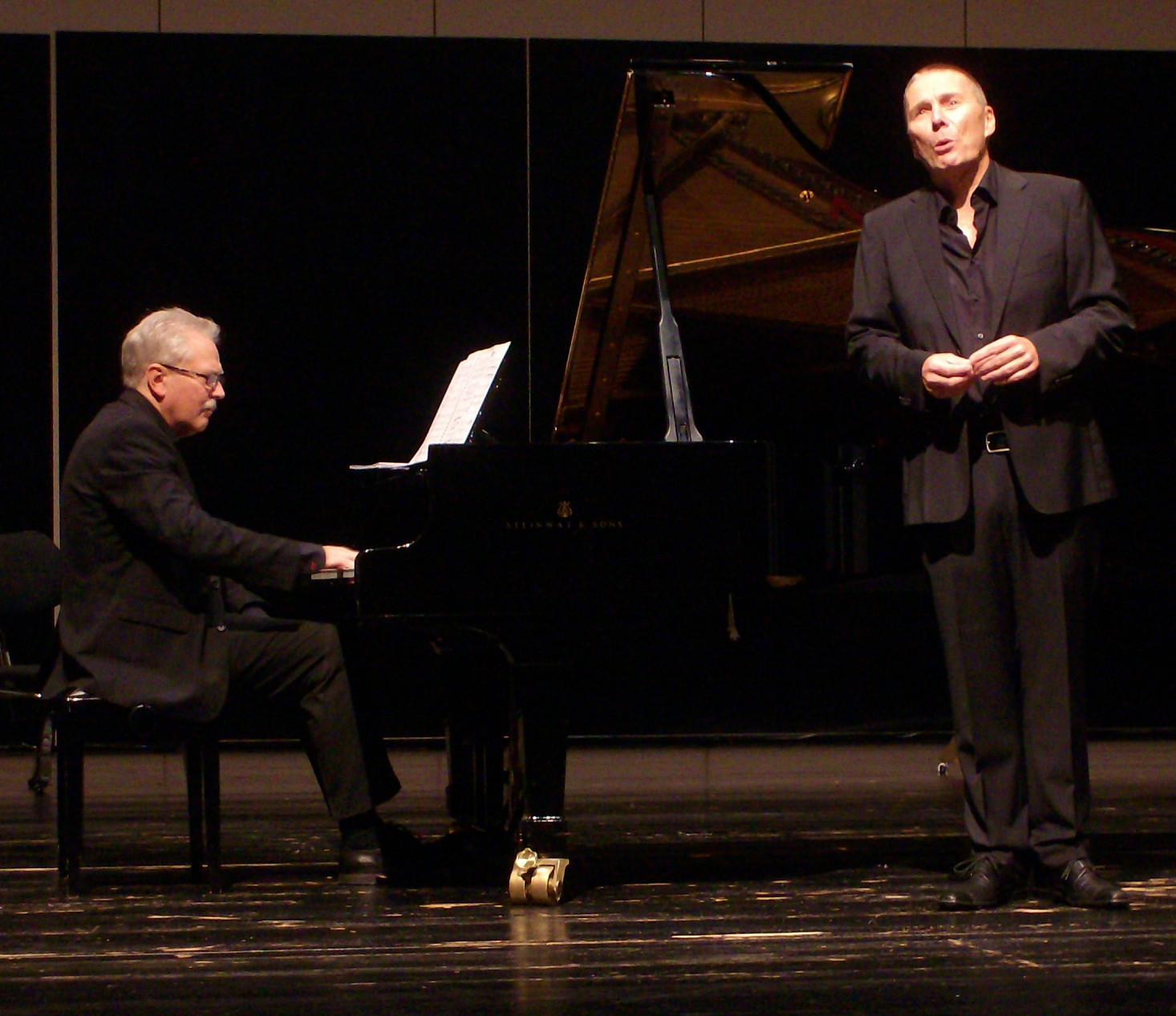
Liedduo Andreas Reibenspies (rechts) und Peter Nelson, 2017

## Leben
Reibenspies studierte Gesang und Klavier an der Hochschule für Musik Karlsruhe. Er debütierte 1991 am Theater Regensburg in der Titelrolle von Mozarts Oper Le nozze di Figaro; seither trat er an zahlreichen Opernhäusern auf. Neben Opern und Oratorien widmet sich Reibenspies schwerpunktmäßig dem Lied.
1989 bis 2003 war er Dozent für Gesang an der Hochschule für Musik Karlsruhe; seit 2003 ist er Professor für Gesang an der Hochschule für Musik Trossingen.

## Tonträger (Auswahl)
- Andreas Reibenspies singt einen Liederzyklus von A. K. Böhm nach Gedichten von Eugen Drewermann, Audio-CD, 1999
- Sängerliebe, hoch und herrlich. Uhland-Vertonungen (Andreas Reibenspies (Bariton), Eckart Sellheim (Klavier)), Audio-CD, 2012
- Sängers Trost. Kerner-Vertonungen (Jana Büchner (Sopran), Andreas Reibenspies (Bariton), Eckart Sellheim (Klavier), Thomas Crome (Horn)), SACD, 2016